# Michael Potts
Michael Potts je američki glumac. Najpoznatiji je po ulogama brata Mouzonea u televizijskoj seriji Žica, detektiva Maynarda Gilbouha u televizijskoj seriji Pravi detektiv te Mafale Hatimbija u kazališnom mjuziklu The Book of Mormon. 

## Vanjske poveznice
- Michael Potts u internetskoj bazi filmova IMDb-u (engl.)